# Trinkwassertalsperre Frauenau
Die Trinkwassertalsperre Frauenau im Bayerischen Wald, auch Trinkwasserspeicher Frauenau genannt, wurde 1976 bis 1984 zur Sicherung der Trinkwasserversorgung weiter Teile Niederbayerns nach Plänen des Wasserwirtschaftsamtes Deggendorf errichtet. Im Herbst 1984 wurde sie vom damaligen bayerischen Innenminister Karl Hillermeier in Betrieb genommen.

## Vorüberlegungen und Bauphase
Der im Bayerischen Wald aufgrund der geologischen Situation vorherrschende Grundwassermangel führte bereits in den 1950er und 1960er Jahren zu teils katastrophalen Wassernotständen, kommunale Quellen und private Brunnen versiegten. Als regenreiches Gebiet bot sich die Speicherung des Regenwassers über einen neuen, leistungsstarken Speichersee an. Unter der treibenden Kraft des damaligen Regener Landrates Max Binder fanden 1970 bis 1975 Voruntersuchungen und Vorarbeiten in dem vollständig bewaldeten und siedlungsfreien Gebiet bei Frauenau und Zwiesel statt; durch die Höhenlage konnte außerdem von einer weitgehend pumpenfreien Wasserversorgung ausgegangen werden.
Unter der Trägerschaft des Freistaates Bayerns wurden ab 1976 ein Straßennetz angelegt, 100 Hektar Wald komplett gerodet und das Holz abtransportiert. Bereits vor der offiziellen Inbetriebnahme wurde im Sommer 1983 die Stadt Regen mit Wasser beliefert.
Die Gesamtinvestition belief sich auf umgerechnet 70 Millionen Euro, hälftig vom Freistaat Bayern und der Bundesrepublik Deutschland getragen.
Bei den Bauarbeiten starben drei Arbeiter.

## Technische Beschreibung
Der 70,5 Meter über Talsohle hohe Staudamm besteht aus einem Dichtungskern aus steinigem Lehm mit einer zentralen Tonbetonwand, der luft- und wasserseitig von Schüttungen aus Felstrümmern flankiert wird. Zur Zeit der Fertigstellung handelte es sich mit bis zu 86 m über der Gründung um die höchste Talsperre in der Bundesrepublik, und er ist immer noch der höchste Staudamm. Höhere Talsperren (aber Staumauern) sind nur die Rappbode-Talsperre und die Talsperre Leibis-Lichte.
Bei zu hohem Wasserstand verhindert ein Überfalltrichter ein Übertreten des Sees über den Staudamm, die Speicherkapazität beträgt 21 Millionen m³ Wasser.
Das Stauziel liegt bei 767 m ü. NN, das Hochwasserstauziel einen Meter höher. Das Absenkziel liegt bei 735 m ü. NN, das tiefste Absenkziel bei 720 m ü. NN.

## Betrieb
Gespeist wird der Wasserspeicher durch die Flüsse Kleiner Regen und Hirschbach mit einem Einzugsgebiet von ca. 30 km², die dem unbesiedelten Gebiet an der tschechischen Grenze zwischen Falkenstein und Rachel entspringen. Das Einzugsgebiet liegt in einem Trinkwasserschutzgebiet.
Jährlich werden über den Wasserentnahmeturm bis zu 15 Mio. m³ Wasser dem Zweckverband Fernwasserversorgung Bayerischer Wald zur Verfügung gestellt, dem die Landkreise Cham, Deggendorf, Dingolfing-Landau, Freyung-Grafenau, Passau, Regen und Straubing-Bogen angehören.
Nach der Entnahme wird das Wasser in der Aufbereitungsanlage Flanitz entsprechend der Trinkwasserverordnung aufbereitet, laufend geprüft und über ein 900 km langes Leitungsnetz verteilt.

## Bilder

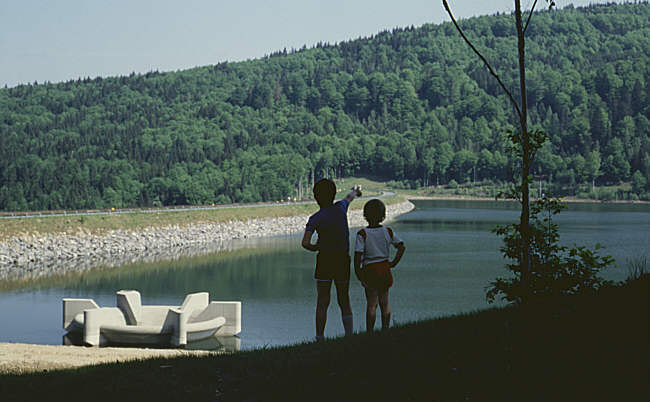
Trinkwasserspeicher Frauenau
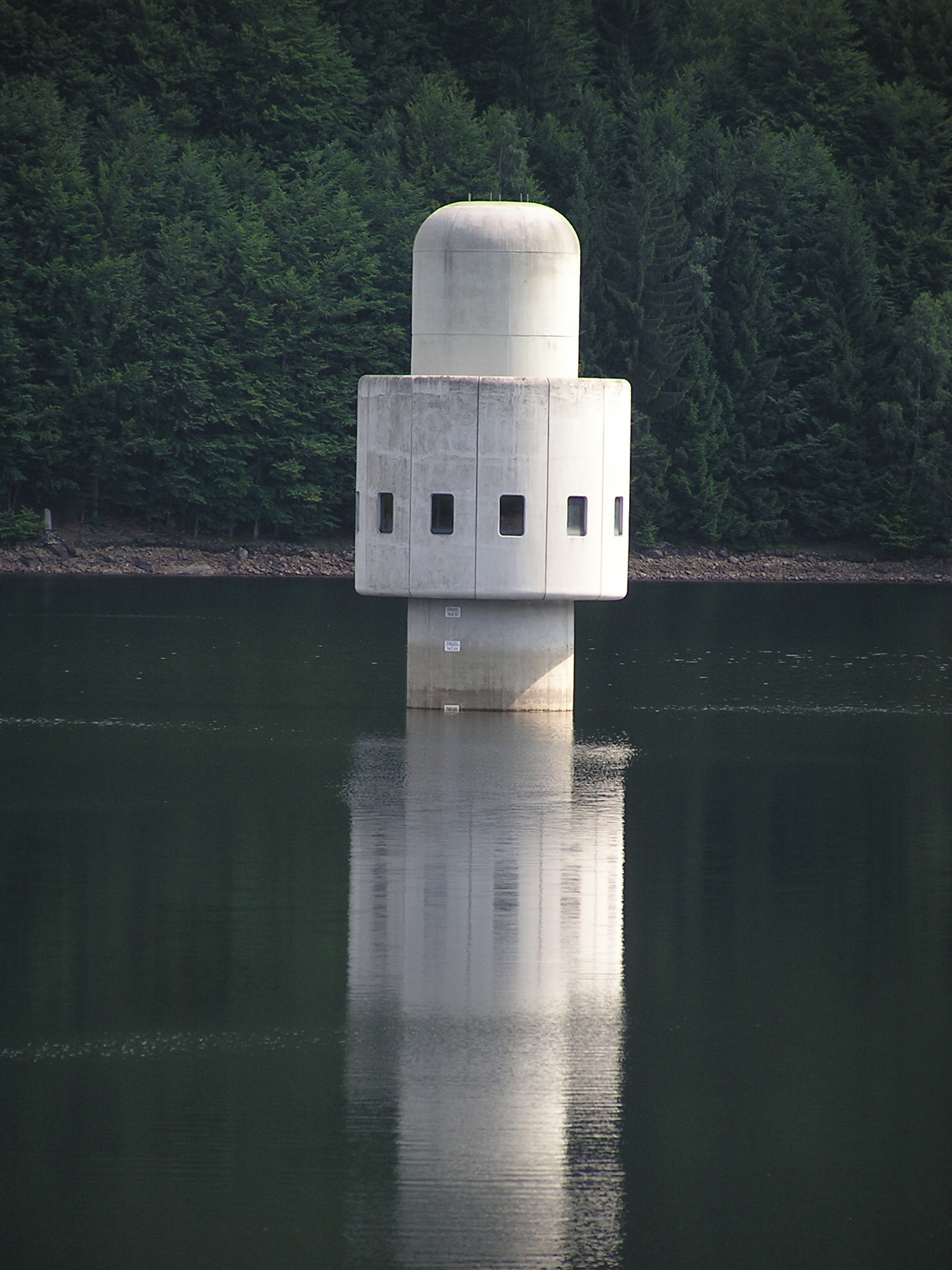
Entnahmeturm
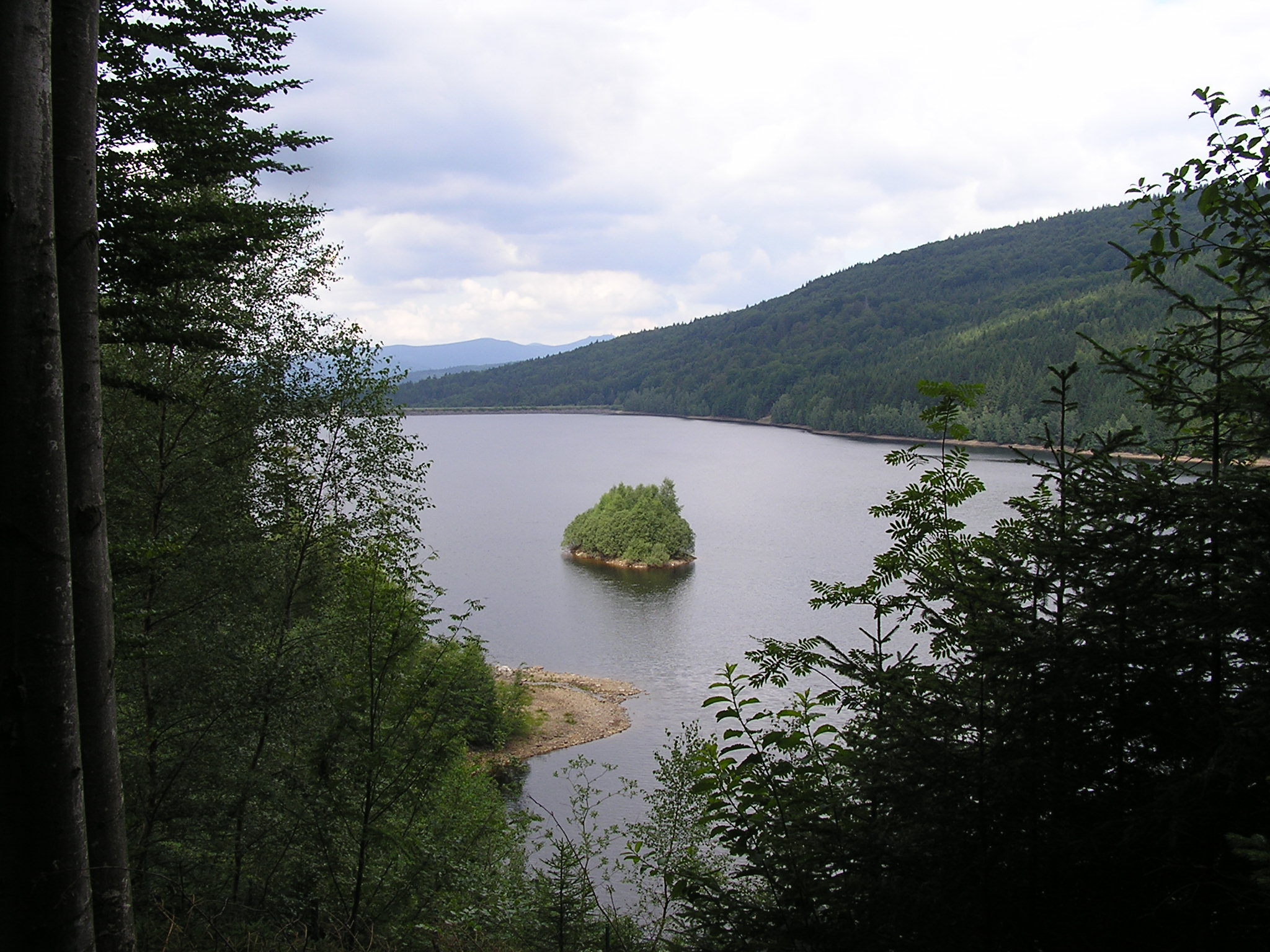
Blick von einer höheren Stelle des Rundwanderweges
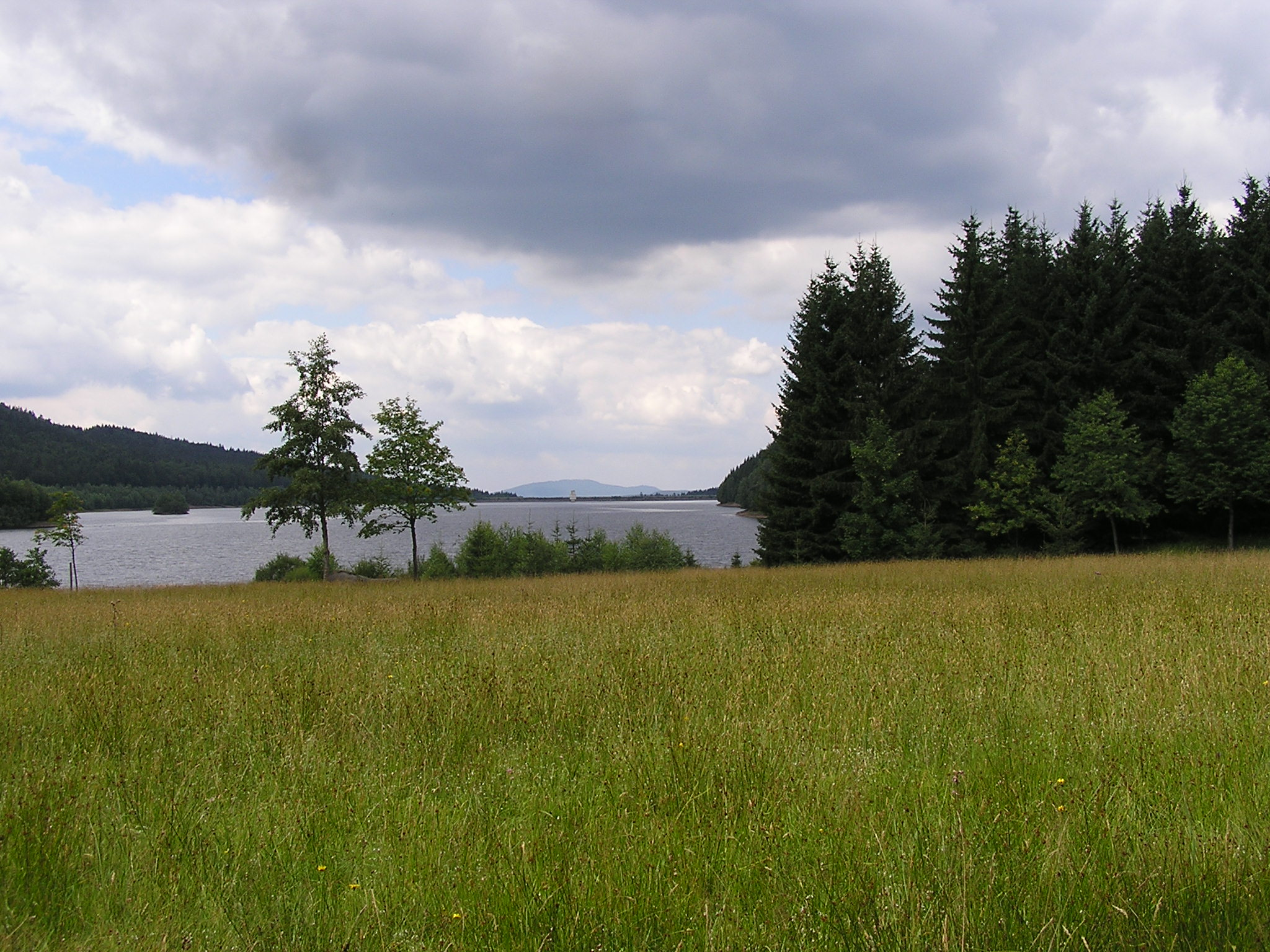
See von der Rückseite
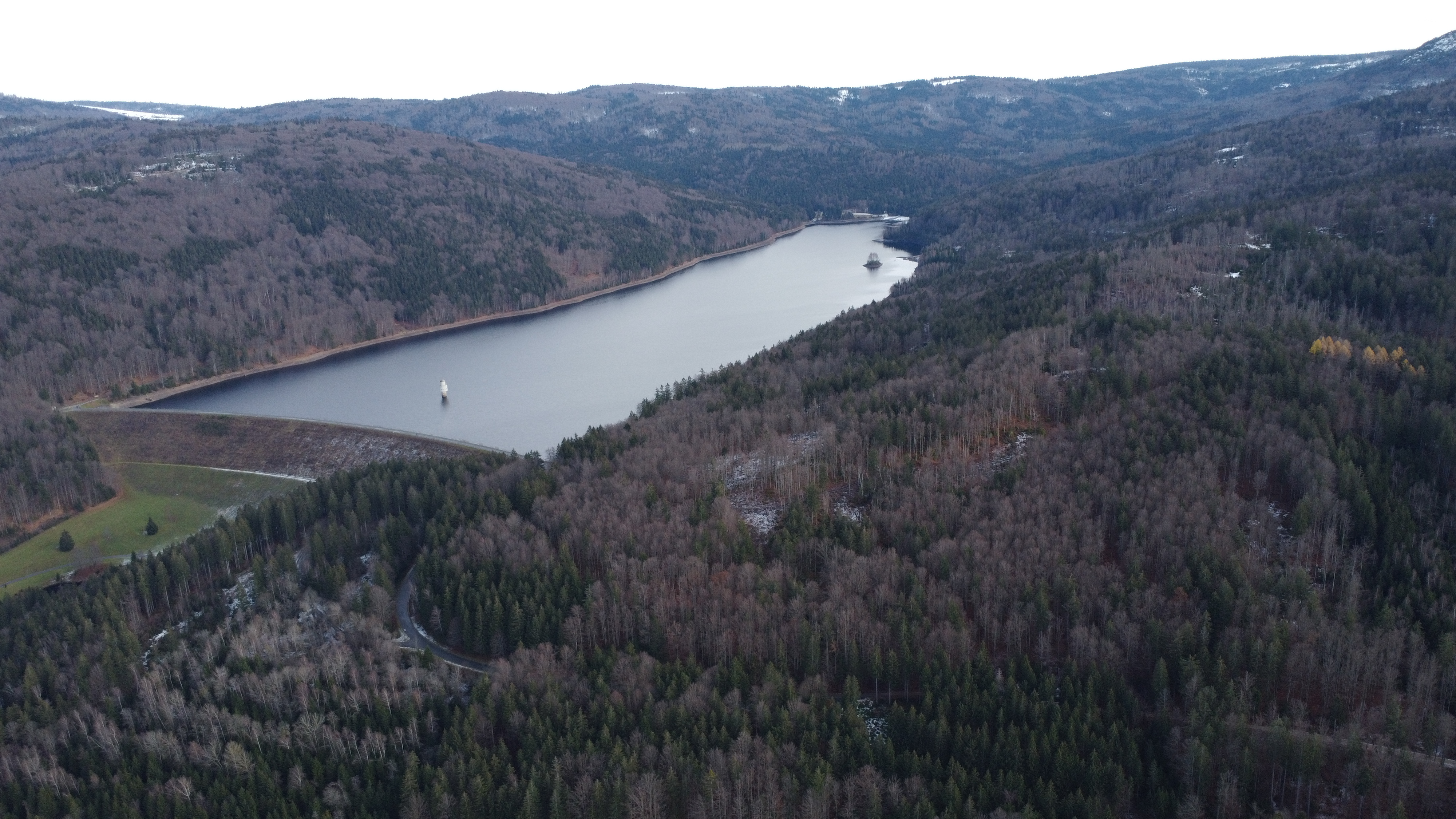
Luftaufnahme

## Auszeichnungen und Preise
- 1985: Architekturpreis Beton